# NGC 321
NGC 321 è una galassia ellittica situata nella costellazione della Balena.
Fu scoperta il 27 settembre 1864 da Albert Marth. Dalla misura del suo spostamento verso il rosso si può calcolare una distanza dal Sistema solare di 217 milioni di anni luce usando la Legge di Hubble assumendo la Costante di Hubble H0 = 67.8 km/sec/Mpc.